# Битва при Хіосі
Битва при Хіосі – битва між флотами македонського царя та родосько-пергамською коаліцією, котра сталась під час Критської війни 205—200 рр. до н. е.

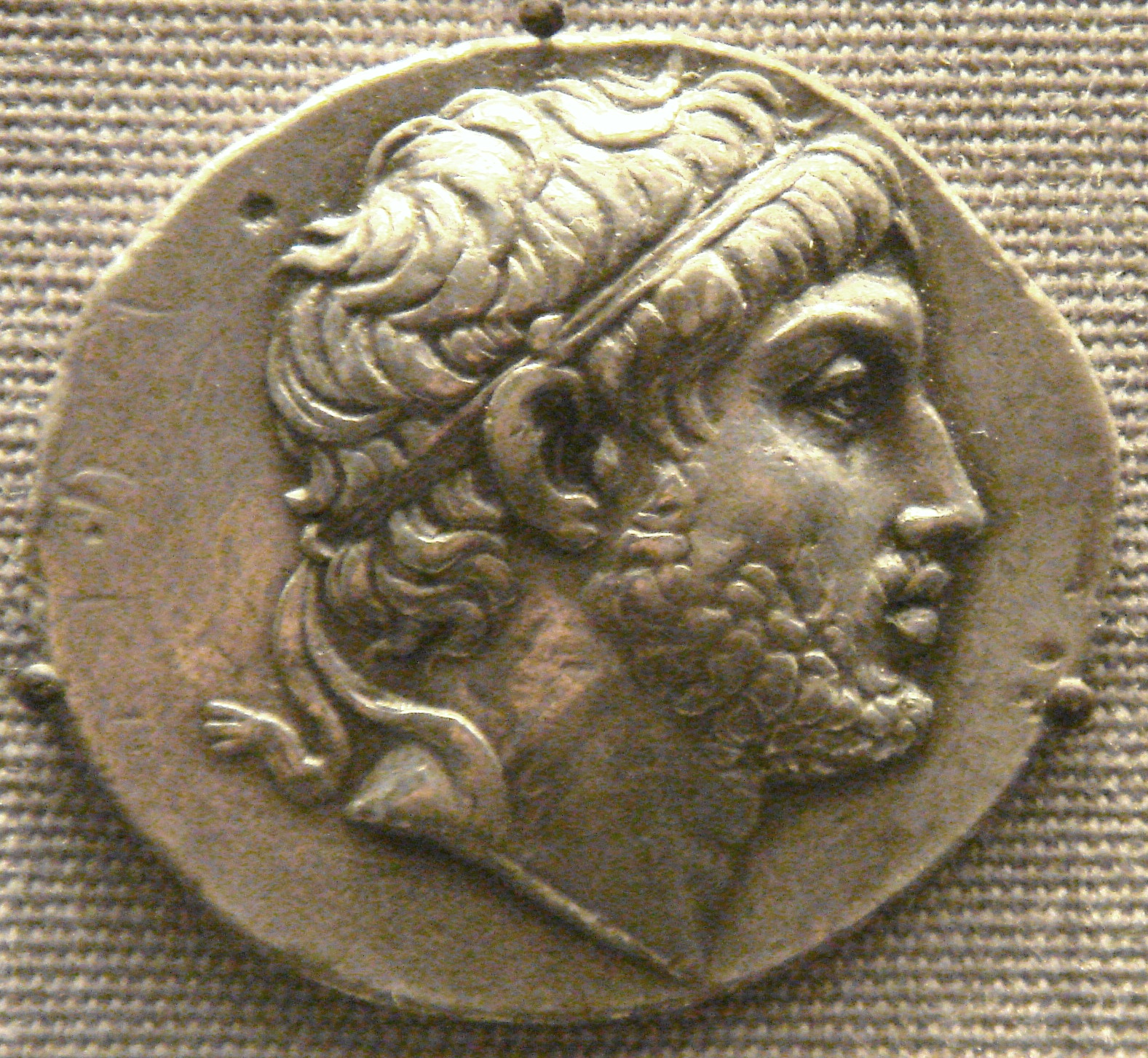
Філіпп V

## Контекст битви та сили сторін
У 201 р. до н.е. цар Філіпп V, використовуючи наново створений незадовго перед тим македонський флот, здійснив похід до західного узбережжя Малої Азії. Хоча він розорив околиці Пергама, проте ані здобути цю столицю царя Аттала I, ані оволодіти якимось приморським містом (можливо, іонійськими Еріфрами на півострові Чешме навпроти Хіосу) йому не вдалось. Тим часом супротивники зібрали переважаючий флот, сформований із суден Родоса, Пергама та Візантія. Не очікуючи в подальшому здобути суттєвих успіхів у Місії чи Еоліді, Філіпп вирішив відплити на південь у напрямку Самосу, котрим він оволодів на початку похода. При цьому він розраховував завдяки раптовому відплиттю проскочити повз флот ворожої коаліції, котрий очікував його біля Еріфр.
Союзники дійсно розраховували, що Філіпп відпливе не швидко, адже він узявся за розробку якихось копалень. Тому, коли повз них пройшов македонський флот, вони не змогли організовано відплисти та виходили в море частинами. Втім, з особливими зусиллями веслуючи, союзні кораблі наздогнали македонців, котрі були вимушені розвернути свої судна на північ, на зустріч ворогу. При цьому праве крило македонців йшло уздовж азійського берегу назустріч пергамцям на чолі з Атталом, тоді як ліве знаходилось біля Хіосу та готувалось до зустрічі з родосцями, котрими командував Феофіліск. Флот антимакедонської коаліції складався з 68 палубних суден та 3 трієміолій (точне значення терміну невідоме – або судна з 2 ½ рядами весел, або беспалубні). У Філіппа було лише 53 палубні кораблі, певна кількість безпалубних та півтори сотні лодій та прист (вузьке швидкохідне судно).

## Битва

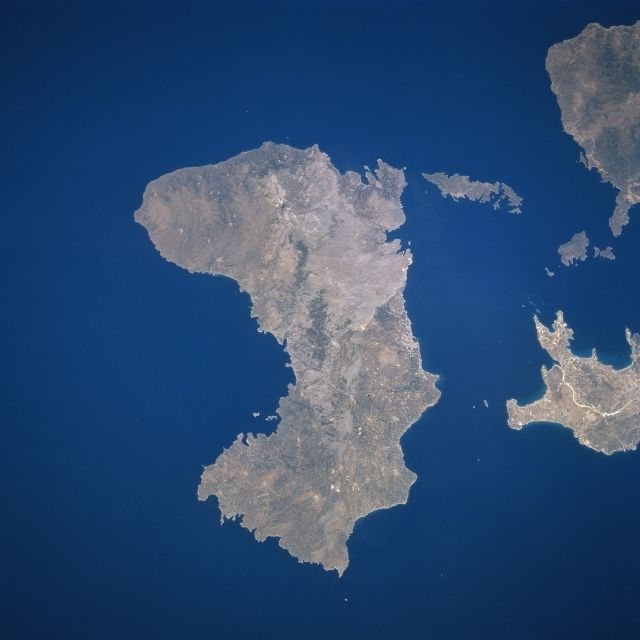
Протока між островом Хіос (ліворуч) та півостровом Чешме (праворуч, видно лише два виступаючі від нього миси) у якій відбулась битва. Місто Еріфри, до якого спасся Аттал, знаходилось у глибині затоки, котра вдається між двома мисами півострова Чешме

Зіткнення між македонцями та Атталом почалось вдало для останнього: його корабель завдав вдалого таранного удару у підводну частину восьмипалубного македонського судна та затопив його. В той же час десятипалубний флагманський корабель Філіппа під командуванням наварха Демократа (сам македонський цар перемістився на лодії під прикриття розташованих у протоці острівків, звідки спостерігав за битвою) занадто сильно вдарив трієміолію і так глибоко застрягнув у ній, що не зміг звільнитись. Скориставшись пониженою рухливістю ворожого флагману, на нього напали два п’ятипалубні судна, пробили з обох боків та потопили, при чому загинув і Демократ. В подальшому боротьба на цьому фланзі продовжувалась із перевагою пергамців, хоча вони також стали зазнавати втрат.
В той же час ближче до Хіосу з македонцями зійшлись у бою родосці. Вони вийшли у море пізніше Аттала, тому й зустрілись із супротивником дещо далі від нього, так що битва фактично розпалась на дві окремі сутички. Македонці розвернулись назустріч ворогу, при цьому між їх кораблями розмістились лодії. Активно маневруючи, родосці ламали весла ворожих кораблів, після чого добивали їх таранними ударами. Від повної поразки македонців рятувала лише наявність на полі битви великої кількості лодій, котрі ускладнювали маневри, навалювались на весла родоських кораблів, бились об їх носи та корми.

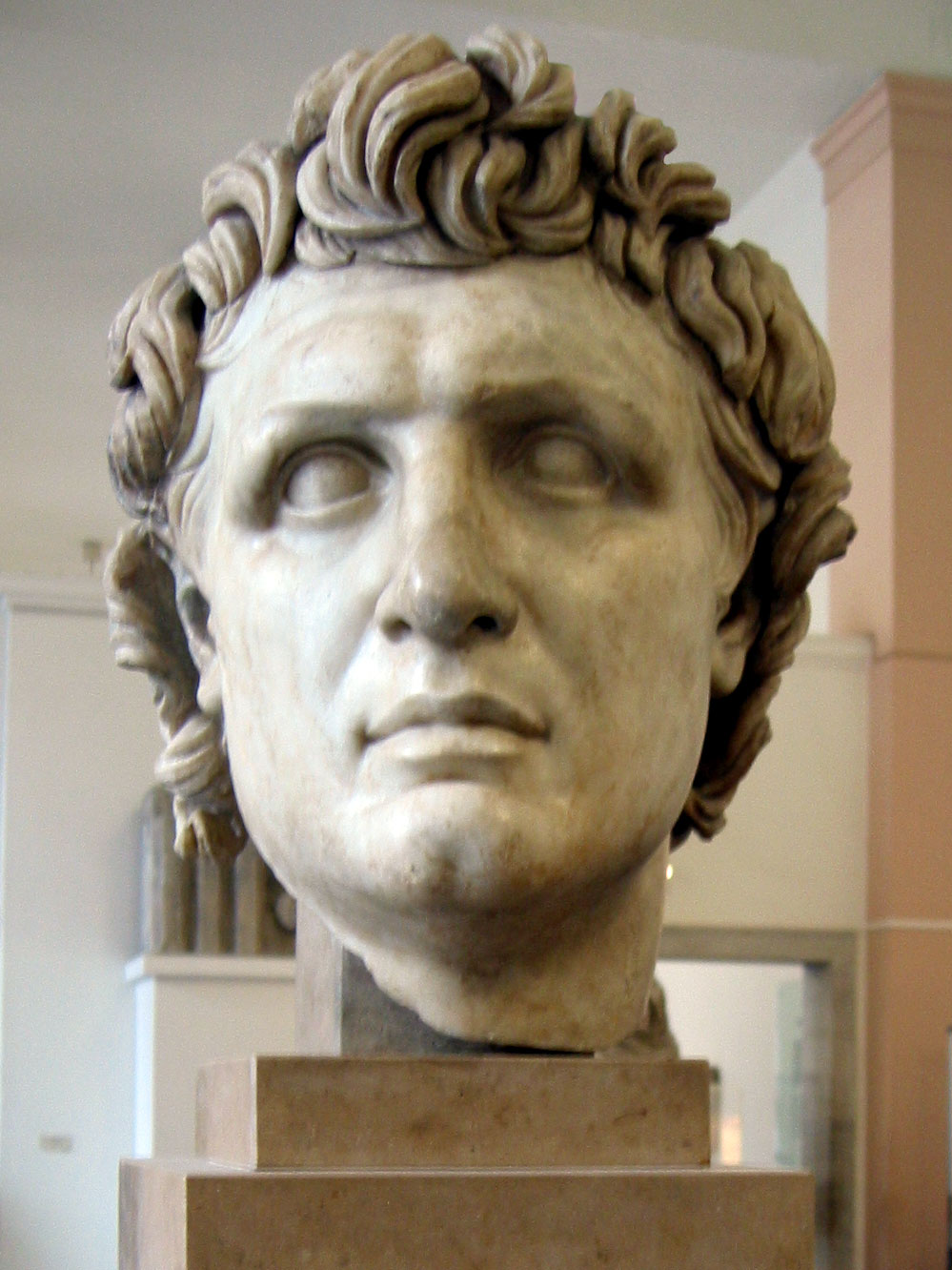
Аттал І

Тим часом ближче до азійського берегу Аттал отримував все більшу перевагу та наближався до острівців, біля яких в очікуванні розв'язки стояв на якорі Філіпп. В якийсь момент пергамський цар поспішив на поміч своєму судну, котре віддалилось від основних сил, було пробите ворожим кораблем та опинилось на межі загибелі. Маючи окрім флагманського судна в своєму супроводі ще два чотирипалубні, Аттал почав переслідувати ворога і таким чином сам опинився ще далі від головної ескадри. Це помітили у Філіппа, й за групою пергамського флагману кинулись чотири п’ятипалубники та лодії. Відрізаний від свого флоту, пергамський цар з остраху за власне життя пристав до суходолу та разом з командами кораблів втік до Еріфр. Коли пергамці побачили, як ворог тягне їх флагман на буксирі, в них виникла думка про загибель Аттала. Командир пергамського флоту зізвав свої судна та відплив до якірної стоянки. На іншому ж фланзі родосці відступили до Хіоса, тягнучи за собою захоплені ворожі судна.

## Втрати сторін та підсумки
На правому фланзі у битві з Атталом македонці втратили 14 палубних суден, 3 триєміолії і 25 лодій, потопивши при цьому 2 палубні судна і 1 трієміолію та захопивши 3 судна. Родосці, котрі втратили лише 3 палубні судна, також нанесли ворогу великі втрати – потопили 10 палубних суден і біля 40 лодій та захопили два палубні судна і 7 лодій.
Ще більш разюче виглядала різниця у людських втратах. З македонської сторони загинуло 3 тисячі воїнів та 6 тисяч з числа корабельних команд, крім того, 2 тисячі македонян потрапило у полон. Філіпп, котрий до того не втрачав такої кількості людей у жодній зі своїх битв, став на стоянку поряд із місцем побоїща – за грецькими воєнними звичаями, це давало право стверджувати, що саме він залишився переможцем. При цьому вся протока, де відбувалась битва, була покрита уламками та тілами загиблих, а у наступні дні їх масами виносило на берег, що справляло гнітюче враження на македонську армію.
З іншої сторони, антимакедонська коаліція втратила лише шість десятків родосців (в тому числі помер від ран командуючий ескадрою Феофіліск) та сімдесят пергамців, ще сімсот осіб потрапило у полон. Аби показати, хто насправді переміг, родосці та пергамці на другий день вишикувались у бойові порядки, викликаючи супротивника на нову битву, проте македоняни не прийняли виклику і союзний флот відплив назад до Хіоса.
Хоча Філіпп й зазнав величезних втрат, проте він все ще володів потужною сухопутною армією, котра через який час опинилась у Карії (північно-західне завершення Малої Азії), де атакувала материкові володіння Родосу. Подробиці цього переходу невідомі, можливо, саме під час нього македонці у морській битві при Ладі нанесли поразку родоській ескадрі, котра на цей раз діяла без підтримки союзників.